# Henry Trigg
Henry Trigg (Gloucester, 30 juni 1791 – Perth, 15 februari 1882) was een pionier in de kolonie aan de rivier de Swan.
Van 1839 tot 1851 was Trigg het eerste hoofd van het departement openbare werken van West-Australië. Hij richtte de Congregationalistische Kerk van West-Australië op.

## Vroege leven
Trigg werd in 1791 in Engeland geboren. In 1813 huwde Trigg met Amelia Ralph met wie hij vier dochters en zes zonen op de wereld zette.
Tot 1829 werkte Trigg als timmerman en aannemer in het district waar hij geboren was. Hij emigreerde in 1829 naar het westen van Australië.

## West-Australië
In oktober 1829 arriveerde Trigg in de kolonie aan de rivier de Swan. Hij had £ 200 kapitaal bij zich. Trigg diende een aanvraag voor land in. De aanvraag werd goedgekeurd en hij verkreeg ongeveer 12 km² land.
Triggs ervaring als timmerman en aannemer was zeer gewild in de beginjaren van de kolonie. Op 14 oktober kreeg hij van luitenant-gouverneur James Stirling een contract om de eerste overheidskantoren te bouwen. Hij werd dat jaar als klerk van openbare werken aangesteld.
In oktober 1838 volgde Trigg 'Civil Engineer' Henry Willey Reveley op. Hij werd tot hoofd van het departement openbare werken ('Superintendent of Public Works') benoemd. Trigg was in die functie verantwoordelijk voor veel van de vroegste openbare werken in Perth en de omliggende districten. Hij overzag onder meer de bouw van de eerste brug over de rivier de Canning, de bouw van gevangenissen in Guildford en Bunbury en de bouw van 'The Causeway' en een aanlegsteiger in Perth.
In 1843 - ontevreden als hij was met de diensten van een nieuwe in 1840 gearriveerde predikant - begon Trigg thuis op congregationalistische principes gebaseerde religieuze bijeenkomsten te houden. In 1846 bouwde hij een eerste kapel. Trigg leidde de congregationalistische gemeenschap als leek. In april 1851 diende hij zijn ontslag als ambtenaar in, om voltijds predikant te worden. Hij stak veel tijd en energie in het spirituele en morele welzijn van de gevangenen die openbare werken uitvoerden.

## Nalatenschap
Trigg stierf op 15 februari 1882 in Perth. Zijn kleinzoon, Henry Stirling Trigg, werd een van de leidende architecten van West-Australië.
De aan de kust gelegen wijk Trigg in Perth, 'Trigg Beach' en het eiland Trigg werden naar hem vernoemd.
- Australian Dictionary of Biography: trigg-henry-2745
- Library of Congress Control Number: n97070969
- SNAC: w67s8x3g
- Trove: 1468374
- Virtual International Authority File: 6679722
- WorldCat: E39PBJjCRh6wyQwgX4cb7FhT73